# Zusatzweiterbildung Spezielle Kardiologie für Erwachsene mit angeborenen Herzfehlern (EMAH)
Die Zusatzweiterbildung Spezielle Kardiologie für Erwachsene mit angeborenen Herzfehlern (EMAH) ist eine in der Musterweiterbildungsordnung der deutschen Bundesärztekammer von 2018 (MWBO) aufgeführte Zusatzweiterbildung für Fachärzte für Innere Medizin und Kardiologie sowie Kinder- und Jugendmedizin mit Schwerpunkt Kinder- und Jugend-Kardiologie.

## Definition
Die Zusatzweiterbildung Spezielle Kardiologie für Erwachsene mit angeborenen Herzfehlern (EMAH) umfasst in Ergänzung zu einer Facharztkompetenz die spezielle Diagnostik und Therapie komplexer struktureller angeborener Herzfehler im Erwachsenenalter.

## Mindestanforderung
Um die Zusatzbezeichnung Spezielle Kardiologie für Erwachsene mit angeborenen Herzfehlern (EMAH) führen zu dürfen, müssen Ärztinnen und Ärzte
- über die Facharztanerkennung in Innere Medizin und Kardiologie oder Kinder- und Jugendmedizin  mit Schwerpunkt Kinder- und Jugend-Kardiologie verfügen

und zusätzlich
- 18 Monate Spezielle Kardiologie für Erwachsene mit angeborenen Herzfehlern unter Befugnis an Weiterbildungsstätten absolvieren.[1]

Bei der Anmeldung zur Weiterbildungsprüfung müssen der zuständigen Ärztekammer sämtliche Nachweise über die erfüllten Mindestanforderungen vorgelegt werden. Dazu gehören auch die Logbuch-Dokumentationen über alle durch die MWBO vorgegebenen Inhalte der Weiterbildung.

## Inhalte der Weiterbildung
Bei der Weiterbildungsprüfung muss man darlegen können, dass man Kenntnisse, Erfahrungen und Fertigkeiten unter anderem in folgenden Bereichen erlangt hat:
- Genetik angeborener struktureller und funktioneller Herzerkrankungen einschließlich Komorbidität und Syndrome, z. B. Trisomie 21, Marfan-Syndrom
- Chirurgische und interventionelle Therapieoptionen angeborener Herzfehler sowie perioperatives Management
- Langzeitversorgung von palliativ operierten Patienten
- Beratung der Patienten und deren Angehörigen zur Lebensführung
- Diagnostik und konservative sowie interventionelle Therapie der einzelnen angeborenen Herzfehler und ihrer Folgezustände im Erwachsenenalter.[1]

Die Inhalte der Musterweiterbildungsordnung sind allerdings nur eine Empfehlung für die rechtsverbindlichen Weiterbildungsordnungen der Landesärztekammern, die hiervon abweichende Regelungen treffen können.